# Tonga aux Jeux paralympiques d'été de 2016
Les Tonga  participe aux Jeux paralympiques d'été de 2016 à Rio de Janeiro. Ils sont représentés par 2 athlètes en athlétisme.

## Athlétisme

### Hommes

#### Concours
| Athlète    | Catégorie | Épreuve | Qualifications | Qualifications | Finale      | Finale |
| Athlète    | Catégorie | Épreuve | Performance    | Rang           | Performance | Rang   |
| ---------- | --------- | ------- | -------------- | -------------- | ----------- | ------ |
| Sione Manu | F46       | Javelot | -              | -              | 35,62 m     | 12e    |

### Femmes

#### Concours
| Athlète     | Catégorie | Épreuve | Qualifications | Qualifications | Finale      | Finale |
| Athlète     | Catégorie | Épreuve | Performance    | Rang           | Performance | Rang   |
| ----------- | --------- | ------- | -------------- | -------------- | ----------- | ------ |
| Ana Talakai | F11-12    | Poids   | -              | -              | 7,44 m      | 12e    |